# هيليوس (مسبار فضائي)

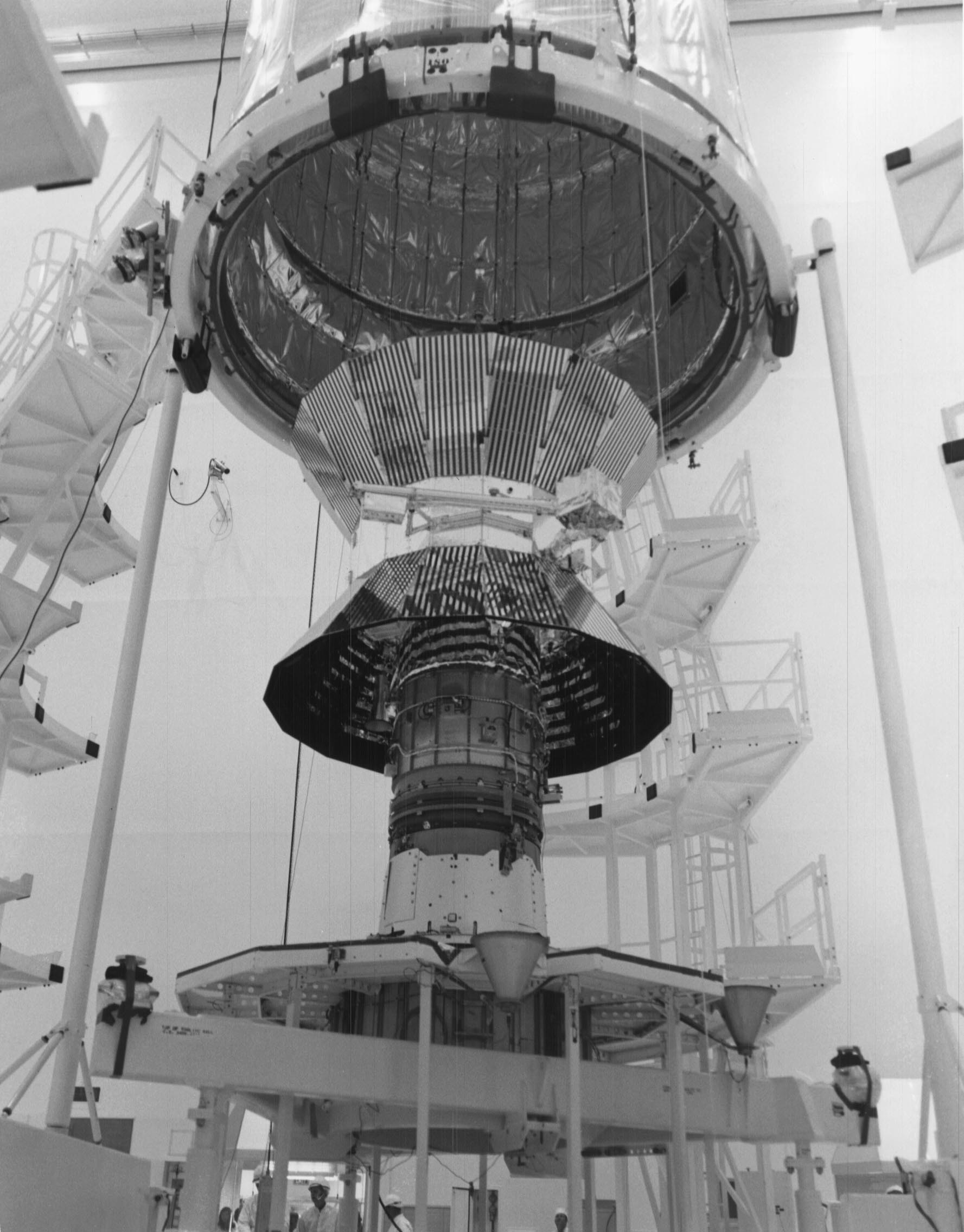
مسبار هيليوس

مسبارا الفضاء البعيد هيليوس (Helios) كانا مسبارا فضاء أُطلقا في منتصف السبعينات بالتعاون بين جمهورية ألمانيا الاتحادية ووكالة الفضاء الأمريكية باستعمال صواريخ إطلاق القوات الجوية الأمريكية. هيليوس الأول تم إطلاقها في 10 ديسمبر 1974 وهيليوس الثاني في 15 يناير 1976 ، وكل منهما من كاب كانافيرال على متن صاروخ تيتان. مهمتهما تمحورت حول دراسة
تأثير الشمس على بيئة الكواكب ومحيطها.
احتوت سلسلة الهيليوس على مسبارين اثنين (هيليوس الأول) و (هيليوس الثاني) حيث تم إطلاقهم في المدار الهليومركزي لدراسة العمليات الشمسية مسجلين رقم سرعة قياسي للأجسامِ الصناعية الأسرع على الإطلاق بسرعة 252,792 كيلومتر بالساعة (70.2 كيلومتر/ ثانية). مسجلين أيضاً الرقم القياسي للنظرة الأقربِ إلى الشمس تقريباً على بعد 45 مليون كيلومترِ تقريباً داخل مدارِ عطارد.
هيليوس الثاني أُرسل إلى المدارِ بعد 13 شهر على انطلاقِ هيليوس الأول. كلا المسبارين دار حول الشمسِ في شكل بيضوي. وأكملت مسابر هيليوس الفضائية مهماتها الأساسية في أوائل الثمانينات، لَكنَّها واصلت إرسال البياناتِ حتى بلوغ عام 1985.
الاسم هيليوس أيضاً استعملَ لطائرة ناسا التجريبية، نموذج هيليوس، ولسلسلة أقمار الإستطلاعِ الصناعية الفوتوغرافية العسكرية الفرنسية، هيليوس الأول بي وهيليوس الثاني أي.

## البعثة
كان المسباران هيليوس 1 وهيليوس 2 مشروعًا مشتركًا بين جمهورية ألمانيا الاتحادية (حوالي 70٪) و الولايات المتحدة الأمريكية (حوالي 30٪). قامت ألمانيا ببناء المسبار وقدمت الولايات المتحدة الأمريكية ودعم بواسطة شبكة الفضاء العميقة. تم تسمية المسبارين على اسم إله الشمس اليوناني هيليوس. شارك تلسكوب إيفيلسبيرج الراديوي وهوائي  محطة ويلهايم الأرضية للأقمار الصناعية في مراقبة المجسات على المسبارين.

## مسيرة البعثة

مدارات Helios 1 و Helios 2

- تم إطلاق Helios 1 تحت اسم مشروعها Helios A في 10 ديسمبر 1974 على صاروخ Titan IIIE Centaur من المنصة 41 بـ كيب كانافيرال. حقق المسبار مدارًا شمسيًا بمسافة شمسية لا تقل عن 46.5 مليون كيلومتر (0.31 AU)، وهي أقرب مسافة تقريبًا من الشمس إلى الكوكب الأول عطارد. كانت أبعد نقطة عن الشمس في مدار هيليوس 1 هي تقريبًا نفس مسافة بين الأرض والشمس. فُقد الاتصال مع هيليوس 1 في 16 مارس 1986.
- أطلقت هيليوس 2 تحت اسم مشروعها هيليوس بي في 15 يناير 1976 . وتم الإطلاق أيضًا على صاروخ تيتان سنتور من نفس المنصة. وصل المسبار إلى بعد 43.5 مليون كيلومتر (0.29 AU) من الشمس وقام بالرصد وتسجيل القياسات عن الشمس وارسلها إلى الأرض. انتهت مهمة هيليوس 2 في ديسمبر 1981.

## بنية المسبارين واجهزتهما
كانت هيليوس 1 و 2 (وتسمى أيضًا هيليوس أ وب) ذات مجسات على شكل بكرة خيط كبيرة الحجم. كان الحد الأقصى للعرض 2.77 متر، والحد الأدنى 1.75 متر. وكان الارتفاع 2.12 م لجسم المسبار و 4.23 متر بعد تمديد سارية الهوائي. خلف الجزء السفلي من الصاري كان هناك عاكس مستطيل للهوائي ذو كسب عالي. وفوق ذلك كان هناك هوائي منخفض الكسب على الصاري وهوائي ثنائي القطب أعلى الصاري. وكان وزن البداية 371 و 374 كجم على التوالي.

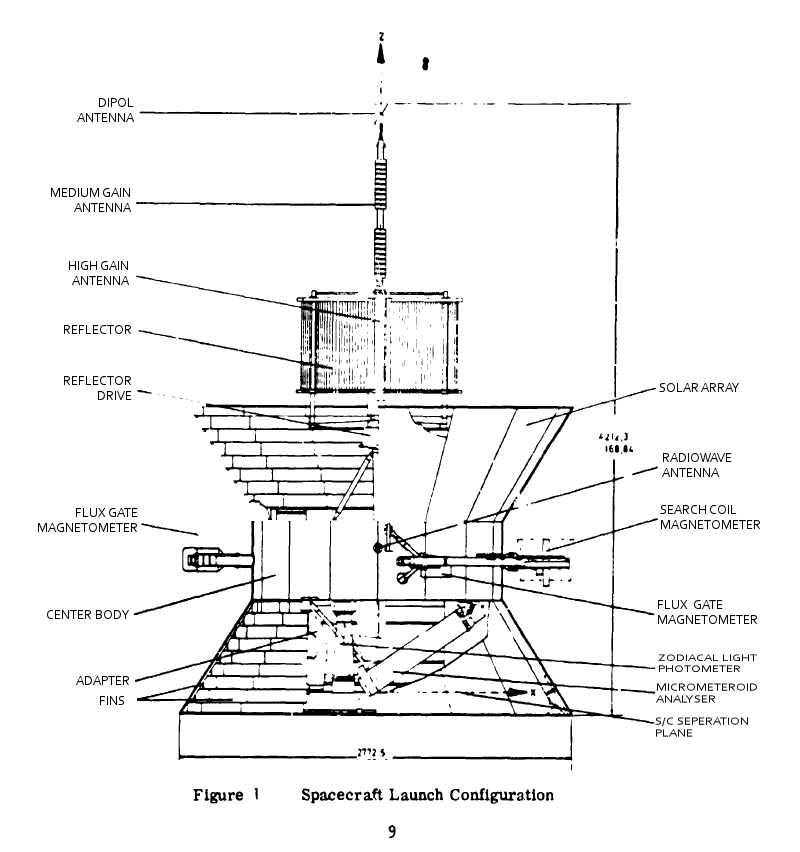
تركيب هيليوس

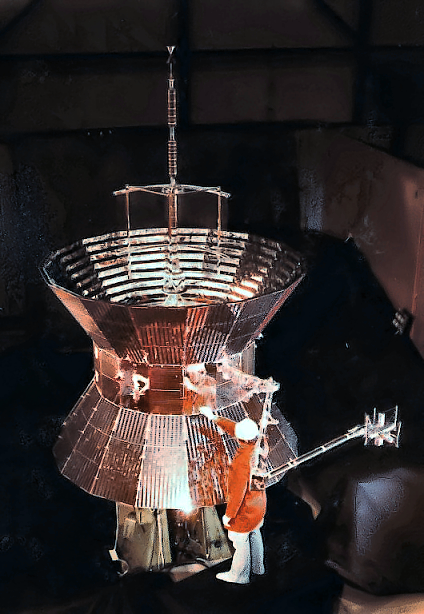
أحد العاملين واقفا بجانب أحد المسبارين Helios.

التحدي الأكبر كان هو كيفية التحكم في درجة الحرارة. 50٪ من السطح مغطى بعاكسات تعكس أشعة الشمس. بالإضافة إلى ذلك، تم تزويد المسبارين بـأجهزة تبريد قوية بالجانبين الأماميين. بالإضافة إلى ذلك، قلل الهيكل من الإشعاع وتم أيضًا عزل المجسات جيدًا. بسبب الدوران السريع لدورة واحدة في الثانية، تعرض السطح للشمس لفترة وجيزة فقط وتوزعت الحرارة بالتساوي.
بعد أن أظهرت هيليوس 1 درجات حرارة أقل على متنها مما كان متوقعا على الرغم من المسافة التي لا تقل عن 46.2 مليون كيلومتر من الشمس، تم وضع المركبة الفضائية الشقيقة هيليوس 2 في مدار أقرب من الشمس، بأن تدور حول الشمس من على بعد 43.4 مليون كيلومتر.
من بين أجهزة التجارب العشر التي بلغ وزنها الإجمالي 73.2 و 76.5 كجم، جاءت سبع تجارب من ألمانيا وثلاث من الولايات المتحدة الأمريكية، وفقًا للمساهمة المالية للولايات الفيدرالية.
تناولت التجارب ثلاثة أسئلة:
- استكشاف الجسيمات الأولية (الأيون، الإلكترون، والجزيئات) في الفضاء القريب من الشمس؛ قياس كثافتهم وسرعاتهم.
- قياس المجال المغناطيسي للشمس وتوزيعها،
- فحص الغبار في الفضاء والضوء البروجي.

## البيانات ومعلومات
- كانت هيليوس 1 أول مركبة فضائية لم تكن من اتحاد الجمهوريات الاشتراكية السوفياتية أو الولايات المتحدة.
- مع Helios 1 تم استخدام صاروخ Titan Centaur بنجاح لأول مرة.
- يزن مجسا هيليوس حوالي 370 كيلوجرام؛ وكان بهما 10 تجارب علمية على متنهما.
- صُنع المسباران على أن يقوما بعملهم مدة 18 شهرًا، لكن استمرا أكثر من 11 عامًا (هيليوس 1) و 6 سنوات (هيليوس 2).
- تدور المجسات باستمرار حول محور الأسطوانة للحفاظ على درجة حرارة 20 درجة مئوية بالداخل. تحمل المسباران تسخين الغلاف الخارجي حتى 300 درجة مئوية.
- تكلف برنامج هيليوس حوالي 260 مليون دولار.
- تم صناعة نسخة احتياطية معروضة في  المتحف الألماني بميونخ.
- وصلت سرعة المسبارين أعلى سرعة لمركبة فضائية غير مأهولة إلى 252,792 كم / ساعة (70.22 كم / ثانية) بالنسبة للشمس حتى 6 نوفمبر 2018 سرعة قياسية؛ حتى تجاوزها مسبار باركر للشمس في عام 2019 (حيث وصلت سرعة مسبار باركر نحو 700 ألف كيلومتر/الساعة).

## النتائج

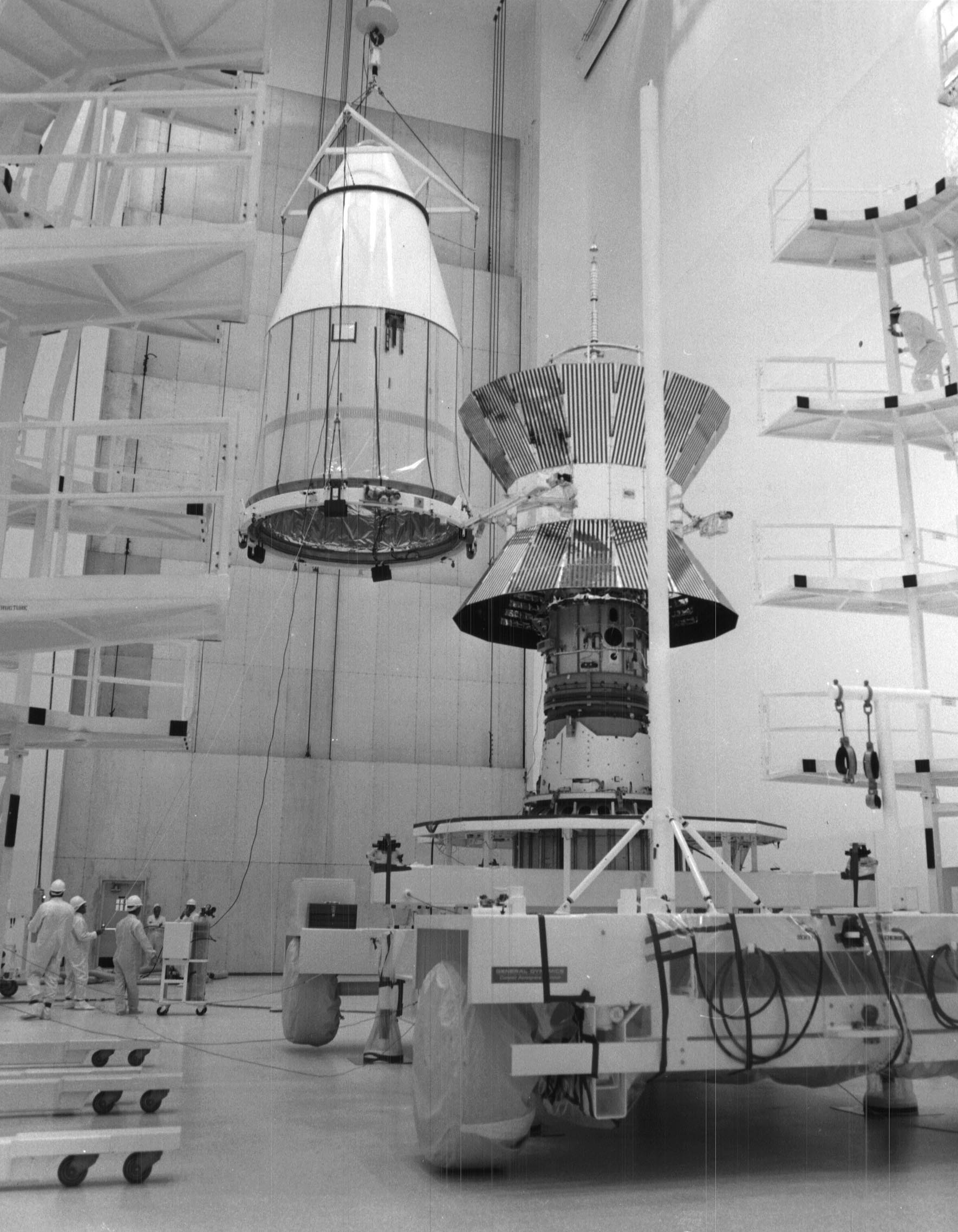
مغلف مسبار 'Helios' 'للإطلاق

جمع كلا المسبارين بيانات مهمة حول العمليات التي تسبب الرياح الشمسية وتسارع الجسيمات التي تشكل الوسط البين الكوكبي والأشعة الكونية. تم إجراء هذه المشاهدات على مدى عشر سنوات من الحد الأدنى للنشاط الشمسي في عام 1976 إلى الحد الأقصى للنشاط الشمسي في أوائل الثمانينيات.
حددت مراقبة البروج بعض خصائص الغبار بين الكواكب الموجودة بين 0.1 وحدة فلكية و 1 وحدة فلكية من الشمس، مثل توزيعها المكاني، واللون والاستقطاب. ثبت أن الغبار كان أكثر حساسية لـ قوة الجاذبية والقوة الكهرومغناطيسية. وقيست كمية من الغبار تصل إلى 10 مرات كثافة حول الأرض. كان التوزيع غير المتجانس متوقعًا بشكل عام بسبب مرور المذنبات، لكن المشاهدات لم تؤكد ذلك. كشفت أجهزة المسبار عن وجود غبار بالقرب من الشمس، مما يدل على أنه لا يزال موجودا على الرغم من تواجد أشعة الشمس في المسافة 0.09 AU.
سمح «برنامج هيليوس» أيضًا بزيادة البيانات التي تم جمعها عن المذنبات، مع مشاهدة مرور المذنبات C / 1975 V1 في عام 1976، و C / 1978 H1 (مئير) في نوفمبر 1978 و C / 1979 Y1 (برادفيلد) في فبراير 1980. خلال المسبار 2، لاحظت الأجهزة اضطرابًا في الرياح الشمسية والذي فسر لاحقًا بأنه كسر في ذيل المذنب. أظهر محلل البلازما أن ظاهرة تسارع الرياح الشمسية عالية السرعة مرتبطة بوجود ثقوب إكليلية. اكتشف هذا الجهاز أيضًا ولأول مرة أيونات الهيليوم المعزولة في الرياح الشمسية.
وفي عام 1981 خلال ذروة النشاط الشمسي، ساعدت البيانات التي تم جمعها بواسطة Helios-1 على مسافة قصيرة من الشمس على إكمال المشاهدات المرئية للانبعاثات الكتلية الإكليلية التي يتم إجراؤها من مدار الأرض. البيانات التي تم جمعها بواسطة أجهزة قياس المغناطيسية بمسبار «هيليوس» تكمل قياسات أداها مسبار «بايونير» بين الكواكب وبرنامج «فوياجر»؛ وتم استخدامها لتحديد اتجاه المجال المغناطيسي على مسافات متداخلة قريبة وبعيدة عن الشمس.
تم استخدام كاشفات موجات الراديو والبلازما للكشف عن الانفجارات الراديوية وموجات الصدمات المصاحبة للانفجارات الشمسية، عادة خلال النشاط الأقصى للشمس. درست أجهزة الكشف عن الأشعة الكونية كيف أثرت الشمس والوسط بين الكواكب على انتشار نفس الأشعة ذات الأصل الشمسي أو المجري. كما تم قياس تدرج كثافة الأشعة الكونية كدالة على المسافة من الشمس. أنتجت هذه المشاهدات جنبًا إلى جنب مع تلك التي أجراها «بايونير 11» بين عامي 1977 و 1980 على السطح الخارجي لـ النظام الشمسي (على ابعاد بين 12 إلى 23 وحدة فلكية) أنتجت نمذجة جيدة لهذا التدرج. سجل كاشف Helios-2 18 حدثًا خلال السنوات الثلاث الأولى من تشغيل الأداة، والتي يمكن تحديد مصدرها بمساعدة عمليات البحث التي تجريها الأقمار الصناعية التي تدور حول الأرض. تم قياس بعض سمات الإكليل الشمسي الداخلي أثناء الخسوف. ولهذا الغرض تم إرسال إشارة لاسلكية من المسبار إلى الأرض أو إرسال المحطة الأرضية إشارة تم إرجاعها بواسطة المسبار. قدمت التغييرات في انتشار الإشارة الناتجة عن عبور الإكليل الشمسي معلومات عن تقلبات الكثافة.

## اقرأ أيضا
- مسبار باركر للشمس
- غايا (مسبار فضائي)

## وصلات خارجية
- هيليوس الأول (NSSDC Master Catalog)
- هيليوس الثاني (NSSDC Master Catalog
- تحليل مهمة هيليوس 1 بواسطة (اكتشاف النظام الشمسي) لناسا
- تحليل مهمة هيليوس 2 بواسطة (اكتشاف النظام الشمسي) لناسا
- تقرير بيانات الرحلة